# لودوفيكوس شونمايكيرس
لودوفيكوس شونمايكيرس (مواليد 15 سبتمبر 1931) هو سبّاح بلجيكي، مثّل بلاده في الألعاب الأولمبية الصيفية 1952.

## روابط خارجية
لودوفيكوس شونمايكيرس على موقع الاتحاد الدولي للسباحة (الإنجليزية)
- لودوفيكوس شونمايكيرس على موقع أوليمبيديا (الإنجليزية)